# Valerija Berežna
Valerija Berežna (in ucraino Валерія Бережна?; 24 luglio 2000) è una nuotatrice artistica ucraina.

## Palmarès
- Giochi europei

Baku 2015: bronzo nel libero combinato e nella gara a squadre.